# Cyclops64

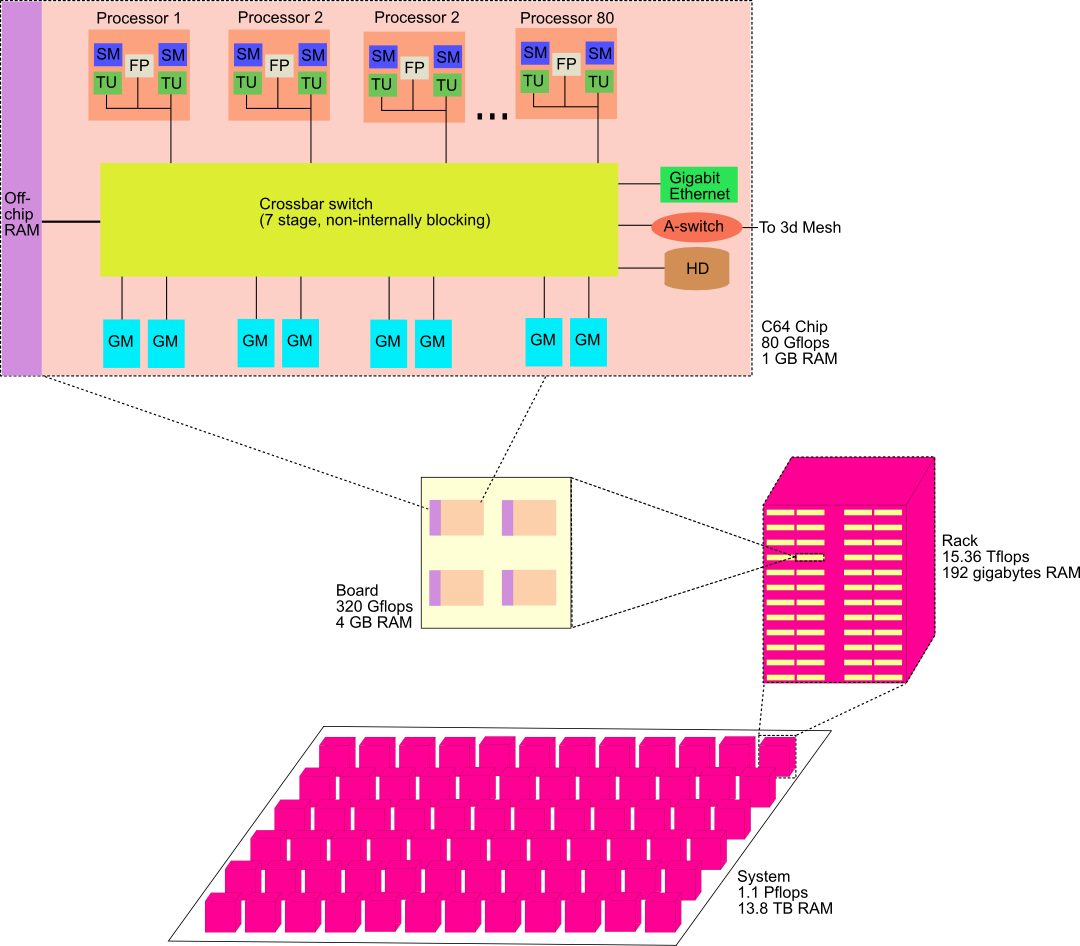
A Cyclops64 felépítésének vázlata

A Cyclops64, avagy korábbi nevén a Blue Gene/C – az IBM fejlesztés alatt álló projektje, amely a sejtautomata-szervezésű rendszerek előnyeit igyekszik kiaknázni és a gyakorlatba átültetni. A Cyclops64 projekt célja az első „egylapkás szuperszámítógép” létrehozása. A Cyclops64 rendszer petaflop-teljesítményű, multiprocesszoros rendszer, amely többfajta programozási modell megvalósítását támogatja.

## Története
A Cyclops64 a Blue Gene tervezet egyik eleme; ez a tervezet a szuperszámítógépek következő néhány generációjának kifejlesztésére és ezek prototípusainak elkészítésére irányul. A projekt a japán Earth Simulator tervezet, a japán kormány által támogatott, nagymértékben párhuzamos szuperszámítógép-rendszer bejelentett építésére válaszul indult.
A Cyclops64 egy kooperatív projekt, amelyet részben az Egyesült Államok energiaügyi minisztériuma finanszíroz, és az Amerikai Védelmi Minisztérium (U.S. Department of Defense), a számítástechnikai iparág cégei – különösen az IBM –, és számos tudományos intézmény is támogat.
A rendszer felépítése illetve az architektúra terve a Seymour Cray Számítógéptudományi díj győztese, Monty Denneau elgondolásából származik. Denneau a projektet jelenlegi vezetője.

## Az architektúra áttekintése
A rendszer alapelemét a 64 bites Cyclops64 processzorcsipek képezik. Minden Cyclops64 csip 500 MHz-es órajelen fut (tehát a rendszer sebességében az órajelfrekvencia nem jut nagy szerephez) és 80 processzort tartalmaz. A processzorokban két szál-egység és egy lebegőpontos egység található. A szál-egység nem más, mint egy sorrendi végrehajtású 64 bites RISC mag, 32 KiB gyors „jegyzettömb” memóriával ellátva, amely a Power Architektúra utasításkészlet 60 utasításos részhalmazát használja. Öt processzor osztozik egy 32 KiB-os utasítás-gyorsítótáron.
A processzorok egy 96 portos, 7 fokozatú, belsőleg nem blokkoló crossbar switch-en keresztül lesznek összekapcsolva. Ezek a globális átfedett/összefésült memórián (interleaved memory) keresztül kommunikálnak egymással. Ez a globális memória úgy van kialakítva, hogy azt az összes szál írhatja és olvashatja, fizikailag statikus RAM formájában megvalósítva: jellemző, hogy az SRAM memóriákat általában gyorsítótárak kialakítására használják.
Egy Cyclops64 csip elméleti csúcsteljesítménye 80 gigaFLOPS (feltételezve a szorzó-összegző utasítások folyamatos sorozatát, amelyek mindegyike két lebegőpontos műveletnek számít).
Egy ilyen rendszer a következő elemekből áll: a rendszer alapját a Cyclops64 csipek képezik; minden csip 80 processzort tartalmaz, a processzorok 2 szálvezérlő egységgel rendelkeznek (amelyek 64 bites Power-származék magok). A csipek kártyákra vannak építve. A kártyákat síkokba, úgynevezett midplane-ekbe (kb. köztes sík) szervezik: egy midplane 48 kártyát tartalmaz, 3 midplane alkot egy racket (fiókot), egy rendszerben 96 (12 x 8) rack (fiók) található. Egy rendszer így összesen 13 824 C64 csipet tartalmaz, amely összesen 1 105 920 processzorból áll és 2 211 840 konkurens szál futtatására képes.

## Szoftver
A Cyclops64 hozzáférhetővé teszi a mögöttes hardver legnagyobb részét a programozók számára, ezáltal lehetőség nyílik igen nagy teljesítményű és nagyon kifinomult szoftver kialakítására. Ugyanennek egy negatív következménye az, hogy a Cyclops64 hatékony programozása nehéz.
A rendszer várhatóan támogatja majd TiNy-Threads (a Delaware Egyetemen fejlesztett szálkezelő könyvtár) és a POSIX szálak használatát.

## Tervezés és gyártás
Az ellenőrző vizsgálat (helyességbizonyító teszt) és a rendszerszoftver fejlesztése jelenleg is folyik a Delaware Egyetemen.

## Fordítás
Ez a szócikk részben vagy egészben  a   Cyclops64 című angol Wikipédia-szócikk ezen változatának fordításán alapul.  Az eredeti cikk szerkesztőit annak laptörténete sorolja fel. Ez a jelzés csupán a megfogalmazás eredetét és a szerzői jogokat jelzi, nem szolgál a cikkben szereplő információk forrásmegjelöléseként.